# Ajien
De ajien is de zestiende letter uit het Hebreeuws alfabet. De letter is verwant aan de letter O van het Latijns alfabet. De ajien wordt in sommige dialecten uitgesproken als een glottisslag.
De letter is de eerste letter van de Hebreeuwse naam Emmanuël: עמנואל (Hebreeuws wordt van rechts naar links geschreven).
De letter betekent in het Hebreeuws oog, hetgeen aldus met de letter ajien begint: עין.
De letters van het Hebreeuws alfabet worden ook gebruikt als cijfers. De ajien is de Hebreeuwse zeventig.
א · ב · ג · ד · ה · ו · ז · ח · ט · י · כ · (ך) · ל · מ · (ם) · נ · (ן) · ס · ע · פ · (ף) · צ · (ץ) · ק · ר · ש · ת 

alef · beet · gimel · dalet · hee · waw · zajien · chet · tet · jod · kaf · -sofiet · lamed · mem · -sofiet · noen · -sofiet · samech · ajien · pee · -sofiet · tsaddie · -sofiet · koef · reesj · sjien · tav